# Ejército Trigarante
El Ejército de las Tres Garantías, también llamado Ejército Trigarante, fue un cuerpo militar existente entre 1821 y 1823 que estuvo encabezado por Agustín de Iturbide durante la independencia de México. Surge como resultado de la unión en un objetivo común (la independencia de la Nueva España) entre los realistas mexicanos de Agustín de Iturbide y los insurgentes mexicanos de Vicente Guerrero después del llamado Abrazo de Acatempan.

## Antecedentes
Desde el fusilamiento de José María Morelos (líder insurgente entre 1811 y 1815, sucesor de Hidalgo) el 22 de diciembre de 1815, las tropas insurgentes mexicanas se dispersaron por el Virreinato y sobrevino una lucha por el poder, que se convirtió en una guerra de guerrillas. Combatían Guadalupe Victoria en la sierra de Veracruz y Vicente Guerrero en las montañas de la Sierra Madre del Sur.

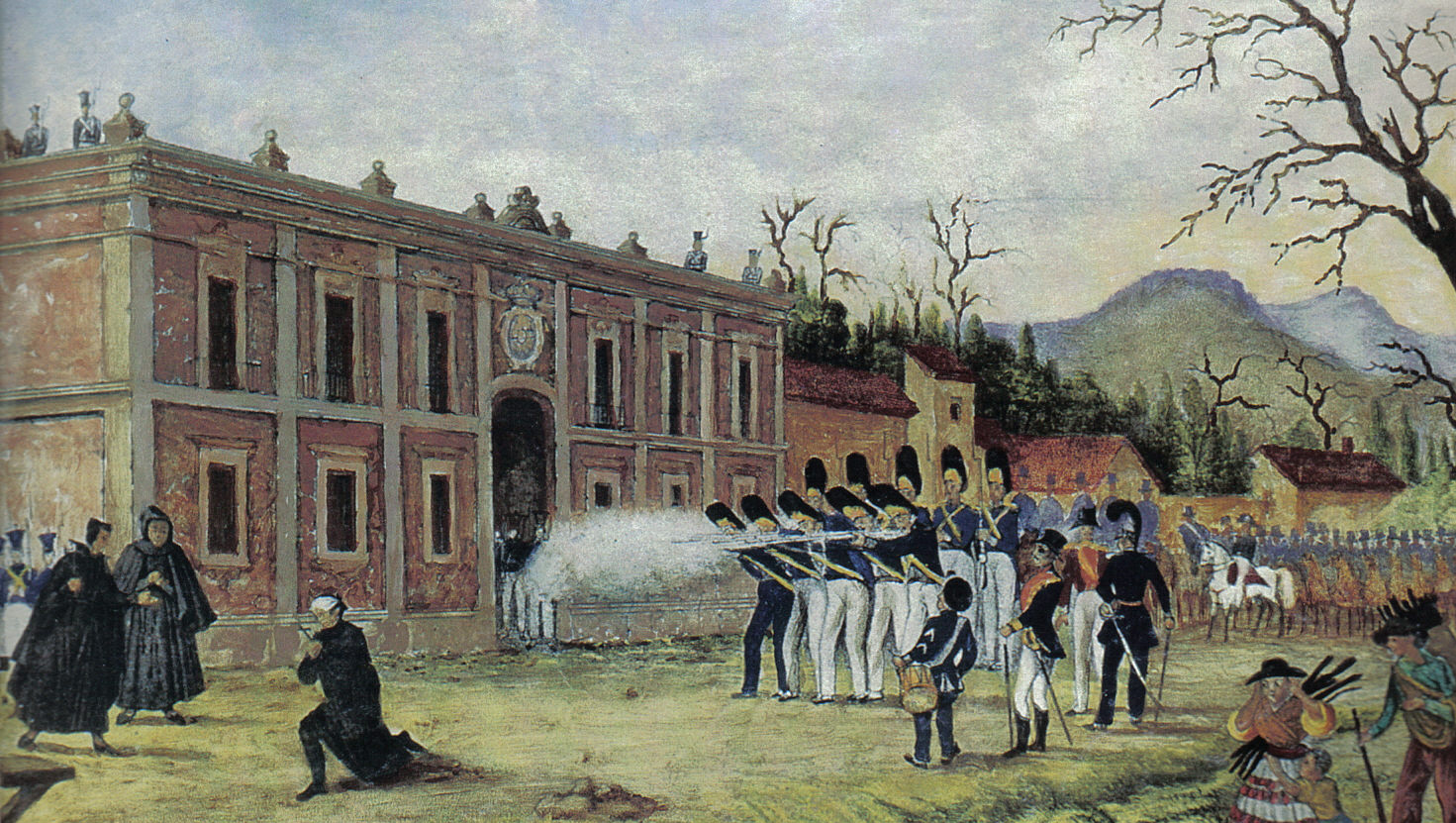
Fusilamiento de José María Morelos.

Al ser relevado Félix María Calleja como virrey en septiembre de 1816, tomó el cargo el capitán general de Cuba, un marino: Juan Ruiz de Apodaca.
Apodaca implementó una política distinta a la de sus predecesores Venegas y Calleja. Creó el indulto, que le fue concedido a la mayoría de los líderes insurgentes, como Nicolás Bravo e Ignacio López Rayón. Solo se negaron a acogerse a esta política Pedro Moreno, Guerrero, Victoria, Andrés Quintana Roo y Leona Vicario. Gracias a esta política, la Nueva España vivió casi tranquilamente hasta finales de 1819.
El 1 de enero de 1820 en Las Cabezas de San Juan (Andalucía, España) el coronel Rafael de Riego se levantó en armas, proclamando que el rey Fernando VII debía jurar la Constitución de Cádiz, que las Cortes Generales proclamaron en 1812. El 26 de mayo el intendente de la provincia de Veracruz, José Dávila, proclamó la Constitución de Cádiz. Apodaca hizo lo mismo en la capital el 31 de mayo, provocando con ello protestas y motines.
En México esta noticia tomó por sorpresa a los novohispanos. Se temía que se suprimieran los privilegios del clero y del ejército, y que una nueva época liberal llegara al país. Los criollos, acaudillados por el inquisidor general Matías de Monteagudo y por Apodaca, se reunieron en la Iglesia de la Profesa, y ahí conspiraron y resolvieron separarse de España.
Cuando Guerrero se enteró de la situación, intentó convencer al coronel José Gabriel de Armijo, comandante realista en el sur, de unirse a su movimiento. Armijo permaneció leal al gobierno español. Guerrero intentó nuevamente persuadirlo a través de una carta fechada el 17 de agosto, que le fue enviada a Armijo con el coronel Carlos Moya.
El 9 de noviembre renunció Armijo, comandante de las operaciones en el sur del país, por diferencias habidas con el virrey Apodaca, quien lo transfirió a Sevilla de inmediato.
Guadalupe Victoria, por otra parte, se ocultaba en las cuevas de la sierra de Veracruz. De este modo, el frente permanecía tranquilo, pero la captura del líder guerrillero se antojaba casi imposible.
Apodaca, por consejo de Monteagudo, nombró a Iturbide como reemplazo de Armijo, y el 16 de noviembre Iturbide salió de la Ciudad de México y estableció su cuartel general en Teloloapan. Llevaba consigo doce mil pesos oro.

### El Abrazo de Acatempan
Las intenciones de Iturbide, antes de tomar el mando de lo que después se convertiría en el Ejército Trigarante, han sido tema de gran debate entre los historiadores de diferentes vertientes históricas. Mucha de la historia oficial ha afirmado siempre que Iturbide salió buscando cumplir las órdenes del Virrey Apodaca de destruir el remanente insurgente al mando de Guerrero. Sin embargo, evidencia epistolar recientemente descubierta por el historiador Jaime del Arenal Fenochio, en 2006, demuestra que Iturbide estaba en correspondencia con Guerrero desde el 26 de noviembre de 1820, y dicha carta hace referencia todavía a una anterior de Guerrero a Iturbide, donde Iturbide intenta persuadir a Guerrero de abandonar su causa en términos civilizados. Esto demuestra que Iturbide, incluso antes de ser puesto al mando de sus fuerzas militares, buscaba una conciliación con Guerrero para llevar a cabo su plan para la independencia de la Nueva España, desmintiendo la creencia de que solo buscó esta alianza una vez que fue derrotado.

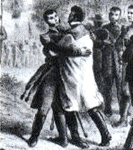
Abrazo de Acatempan, pintado por Hesiquio Iriarte

Iturbide inició su marcha hacia tierra caliente, donde militaban los restos de la insurgencia. Anteriormente había puesto sobre aviso a los hombres a su mando de sus verdaderas intenciones de hacer la Independencia en su país, causa que los militares secretamente también deseaban. Así comenzó a formarse el Ejército Trigarante. En su búsqueda de Guerrero, la retaguardia de las fuerzas de Iturbide sufrió ataques por el jefe insurgente Pedro Ascencio, las cuales fueron desfavorables para las fuerzas de Iturbide. En las cartas de este tiempo entre Iturbide y Guerrero, Iturbide le pide al insurgente que deje su lucha y rinda sus armas, a lo cual se niega Guerrero, aclarando que solo en caso de que Iturbide jure luchar por la independencia él se convertiría en su subalterno y militaría a sus órdenes.
Tras nuevos encuentros militares desfavorables a Iturbide quien buscaba la conciliación, frutos de la lenta comunicación epistolar, Iturbide y Guerrero entran en acuerdo tras exponerle el primero su plan para la independencia del país. Ambos mandos deciden encontrarse, lo que siguió después es materia de debate histórico.
El supuesto encuentro se realizó en la población de Acatempan, el 10 de febrero de 1821, ante las tropas de Iturbide y de Guerrero. Según el relato de Lorenzo de Zavala, se entabló un breve diálogo entre ambos caudillos, tras el cual se produjo el abrazo.
Guerrero explicó a sus soldados la presencia de Iturbide en los siguientes términos:
«"¡Soldados! Este mexicano que tenéis presente es el señor don Agustín de Iturbide, cuya espada ha sido por nueve años funesta a la causa que defendemos. Hoy jura defender los intereses nacionales; y yo que os he conducido en los combates, y de quien no podéis dudar que moriré sosteniendo la independencia, soy el primero que reconoce al señor Iturbide como el Primer Jefe de los Ejércitos Nacionales: ¡Viva la independencia! ¡Viva la libertad!"».
Lucas Alamán desmiente esta versión. Según él, Iturbide no logró inspirar suficiente confianza en Guerrero, y este envió en su lugar al teniente José Figueroa, quien estaba facultado por Guerrero para arreglar todas las condiciones.  Los historiadores modernos cuestionan la veracidad del evento llamado El Abrazo de Acatempan, sugiriendo otros lugares donde pudo haberse dado el encuentro, que hubiesen sido más favorables para ambos mandos. Se disputa también si hubo un encuentro personal entre Guerrero e Iturbide, y en caso de que lo haya habido, de que el mencionado abrazo haya existido realmente.

### Su fundación
La idea de la creación de este ejército era de marchar por todo el país difundiendo el Plan de Iguala y el Desarme, para unir más personas a su causa. El 24 de febrero se promulgó el decreto para la creación de este ejército como aparecía en el Plan de Iguala, y era llamado Trigarante, debido a las tres garantías que defendía: Religión Católica como única tolerada en la nueva nación, Independencia de México hacia España, y Unión entre los bandos de la guerra. También, en esa fecha, el sastre José Magdaleno Ocampo entregó a Iturbide el pendón trigarante, que había sido confeccionado por encargo del coronel. Ahora se celebra ese día como el Día de la Bandera, y a la Bandera Trigarante se la considera el primer pendón de la época independiente.

### Generales

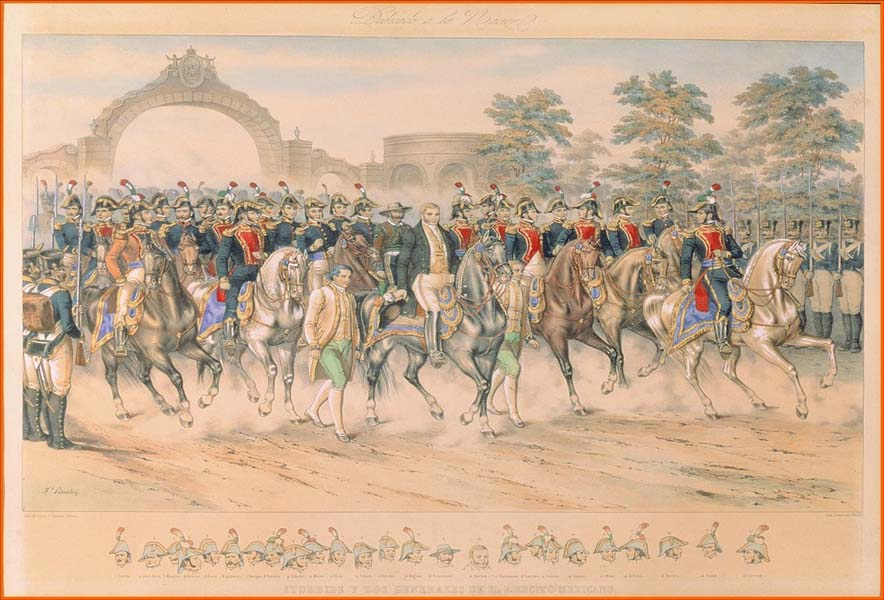
Generales del Ejército Trigarante (de izquierda-derecha), una pintura de Ferdinand Bastin.
1.- 2º Conde de la Cortina
2.- Antonio López de Santa Anna
3.- Melchor Múzquiz
4.- Guadalupe Victoria
5.- Casimiro Bravo probablemente
6.- José Antonio de Echávarri
7.- Miguel Barragán
8.- Gabriel Valencia
9.- José Morán y del Villar
10.- Manuel Mier y Terán
11.- Vicente Filisola
12.- Mariano Paredes y Arrillaga
13.- Pedro Celestino Negrete
14.- Agustín de Iturbide
15.- Anastasio Bustamante
16.- Vicente Guerrero
17.- Valentín Canalizo
18.- Antonio Aldama
19.- Juan José Miñón
20.- Nicolás Bravo
21.- José Joaquín de Herrera
22.- José Antonio Rincón
23.- Luis Cortázar Rábago

| 1.- 2º Conde de la Cortina       |
| 2.- Antonio López de Santa Anna  |
| 3.- Melchor Múzquiz              |
| 4.- Guadalupe Victoria           |
| 5.- Casimiro Bravo probablemente |
| 6.- José Antonio de Echávarri    |

| 7.- Miguel Barragán         |
| 8.- Gabriel Valencia        |
| 9.- José Morán y del Villar |
| 10.- Manuel Mier y Terán    |
| 11.- Vicente Filisola       |

| 12.- Mariano Paredes y Arrillaga |
| 13.- Pedro Celestino Negrete     |
| 14.- Agustín de Iturbide         |
| 15.- Anastasio Bustamante        |
| 16.- Vicente Guerrero            |
| 17.- Valentín Canalizo           |

| 18.- Antonio Aldama          |
| 19.- Juan José Miñón         |
| 20.- Nicolás Bravo           |
| 21.- José Joaquín de Herrera |
| 22.- José Antonio Rincón     |
| 23.- Luis Cortázar Rábago    |

## ElEjército Trigarantedesde el Plan de Iguala hasta el Tratado de Córdoba

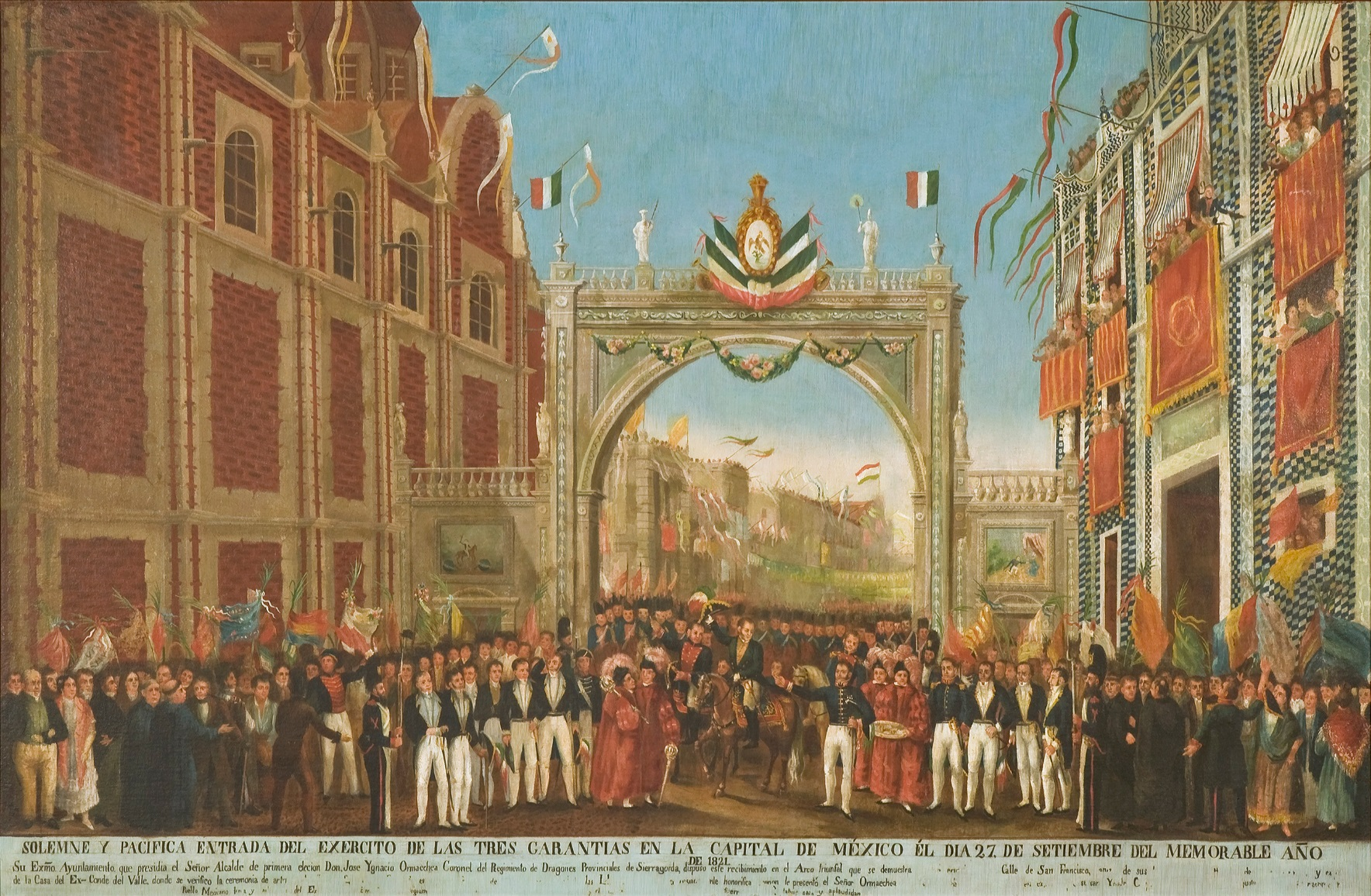
Entrada del Ejército Trigarante en la Ciudad de México.

Iturbide mandó reproducir el Plan de Iguala para darlo a conocer a todos los habitantes de la Nueva España. El documento llegó hasta las manos del virrey y del arzobispo de México.
Cuando las autoridades conocieron el Plan de Iguala, emprendieron una campaña contra Iturbide, pero poco pudieron hacer para evitar que siguieran circulando las ideas de libertad.
Iturbide inició un viaje por la región del Bajío para extender el movimiento. Varios militares realistas se adhirieron al Plan de Iguala. También lo hicieron algunos jefes insurgentes que se habían retirado, como Guadalupe Victoria, Nicolás Bravo e Ignacio López Rayón.

#### Campaña del Ejército Trigarante
El 16 de marzo, Iturbide envió dos cartas con copias del Plan de Iguala a España. La primera fue dirigida al rey Fernando VII a quien invitó para gobernar al reino de la América septentrional o Imperio Mexicano. La segunda fue dirigida a los diputados de las Cortes españolas a quienes pidió aceptar de forma pacífica la independencia de la Nueva España, advirtiéndoles que tenía un ejército disciplinado listo para defender esta causa.
Antes de que el Ejército Trigarante (religión, unión e independencia) iniciara su campaña, las tropas realistas se encontraban comandadas por el coronel Samaniego en La Mixteca; el coronel Manuel de Obeso en Oaxaca; el coronel Zarzosa en San Luis Potosí; el batallón Extremadura en Puebla; el brigadier Joaquín Arredondo en las Provincias Internas de Oriente; el mariscal de campo Alejo García Conde en las Provincias Internas de Occidente; su hermano, el brigadier Diego García Conde con ayuda del coronel Rafael Bracho en Durango; el mariscal de campo José de la Cruz en Nueva Galicia; el brigadier Pedro Celestino Negrete en Colima; el batallón Navarra en Zacatecas; el teniente coronel Manuel Rodríguez de Cela con la ayuda de Miguel Barragán en Michoacán; el brigadier Domingo Estanislao Luaces con la ayuda de José María Novoa en Querétaro y la Sierra Gorda; el coronel Francisco Hevia en Córdoba; el capitán de fragata Juan Bautista Topete cubriendo la costa de sotavento en Alvarado, Tlacotalpan y la sierra de Tuxtepec; el capitán Antonio López de Santa Anna cubriendo la costa de barlovento; el capitán Carlos María Llorente en Tampico y la Huasteca potosina; el coronel José María Calderón en Xalapa; el capitán Juan Horbegoso en Veracruz; y el coronel Agustín de la Viña en Perote.
Durante el mes de marzo y los primeros días de abril de 1821, las reacciones fueron diversas. Acogieron y proclamaron con entusiasmo el Plan de Iguala, el capitán Horbegoso en Veracruz; el subalterno Celso de Iruela en Perote; José Joaquín de Herrera quien avanzó a Tepeyehualco y San Juan de los Llanos; Luis Cortázar en los Amoles quien se desplazó a Salvatierra, Pénjamo y Valle de Santiago; Anastasio Bustamante quien se dirigió a Guanajuato, lugar en donde ordenó descolgar de la Alhóndiga de Granaditas los cráneos de Hidalgo, Allende, Aldama y Jiménez para darles sepultura. Después logró reunir un ejército de seis mil hombres en Salamanca, Irapuato, Silao, León y San Miguel el Grande; el sargento mayor Juan Domínguez en Apatzingán; el teniente coronel Miguel Barragán en Ario; así como Vicente Filisola y Juan José Codallos en Tuzantla. El plan fue rechazado por Vicente Marmolejo en Cuernavaca, Tomás Cajigal en Taxco, Martín Almela en Tixtla, José María Armijo y José de Ubiella en Iguala, todos ellos que se encontraban bajo las órdenes de Iturbide, pero defeccionaron para unirse a las tropas realistas. Por otra parte, Antonio Linares no aceptó el plan en Celaya y se dirigió a Querétaro; Agustín de la Viña se pertrechó en la Fortaleza de San Carlos de Perote, al igual que el coronel Quintanar en Valladolid.
Las primeras acciones militares tuvieron lugar cuando el cura de Xalapa, José Martínez, obligó al coronel José Rincón a retroceder hacia Orizaba en busca de la ayuda de Antonio López de Santa Anna. El 25 de marzo, el ex insurgente Francisco de Miranda en combinación con José Joaquín de Herrera lograron la capitulación de Santa Anna y Rincón, quienes a partir de ese momento juraron el Plan de Iguala. Herrera entró a la ciudad de Córdoba el 1 de abril forzando la capitulación del comandante realista Alcocer. El ex insurgente Nicolás Bravo comenzó su campaña en Chilpancingo, Tixtla, Chilapa de Álvarez e Izúcar. Juan Álvarez comenzó el sitio de Acapulco; Vicente Guerrero, José Antonio Echávarri fueron asignados para confrontar a las fuerzas realistas de Pascual de Liñán; mientras tanto, Iturbide cruzó la Tierra Caliente en dirección a Cutzamala en donde se le unió el ex insurgente Ramón López Rayón a quien le destinó fortalecer nuevamente el cerro del Cóporo en Zitácuaro. En el mes de abril, la comitiva de Iturbide llegó a Acámbaro para reunirse con Bustamante, Cortázar y Joaquín Parres, a partir de lo cual el ex insurgente Epitacio Sánchez fue su escolta. En El Bajío, los insurgentes Francisco Ortiz, Encarnación Ortiz, Miguel Borja, José Durán, y algunos otros más que todavía se encontraban levantados en armas, se unieron al Ejército Trigarante.
El Ejército del Sur dirigido por Márquez Donayo y Gabriel de Armijo se dirigió a Zacualpan para confrontar sin éxito a las fuerzas insurgentes dirigidas por Pedro Ascencio y el padre José Manuel Izquierdo, los días 9 y 10 de abril en la sierra de Sultepec. El día 14 de abril, el capitán realista Ignacio Inclán proclamó el Plan de Iguala en Lerma atacando la retaguardia del Ejército del Sur, sin embargo fue capturado por el capitán Jorge Henríquez en las cercanías de Toluca. José Joaquín Herrera inició su avance hacia Puebla; con la finalidad de detenerlo, el general Ciriaco del Llano ordenó al teniente coronel Zarzosa salir a su encuentro, pero gran parte de la tropa realista desertó para unirse a los trigarantes en la cañada de Ixtapa y al ver disminuido su ejército, Zarzosa regresó a Puebla. En contraparte Herrera con un mayor contingente se logró posicionar en Chalchicomula y Tepeaca.
El coronel Francisco Hevia persiguió a las fuerzas de Nicolás Bravo, pero cuando este pasó por Atlixco se le unieron Francisco Osorno y otros ex insurgentes que habían luchado en los Llanos de Apan y juntos se dirigieron a Huejotzingo. Creyendo que Bravo y Osorno realizarían un ataque a la ciudad de Puebla, Hevia regresó a Izúcar para preparar la defensa, pero Bravo se dirigió a Huamantla, lugar en donde se le unió el capitán Francisco Miranda Palacios. Cuando Hevia y Ciriaco del Llano se enteraron de que Herrera se encontraba en Tepeaca, marcharon con una fuerza de mil cuatrocientos soldados para sitiarlo; Bravo acudió al mismo lugar con cuatrocientos hombres para ayudar a Herrera, pero después de tres días de combate, el 26 de abril, los trigarantes abandonaron la plaza. Bravo se dirigió a los Llanos de Apan y Herrera regresó a Córdoba.

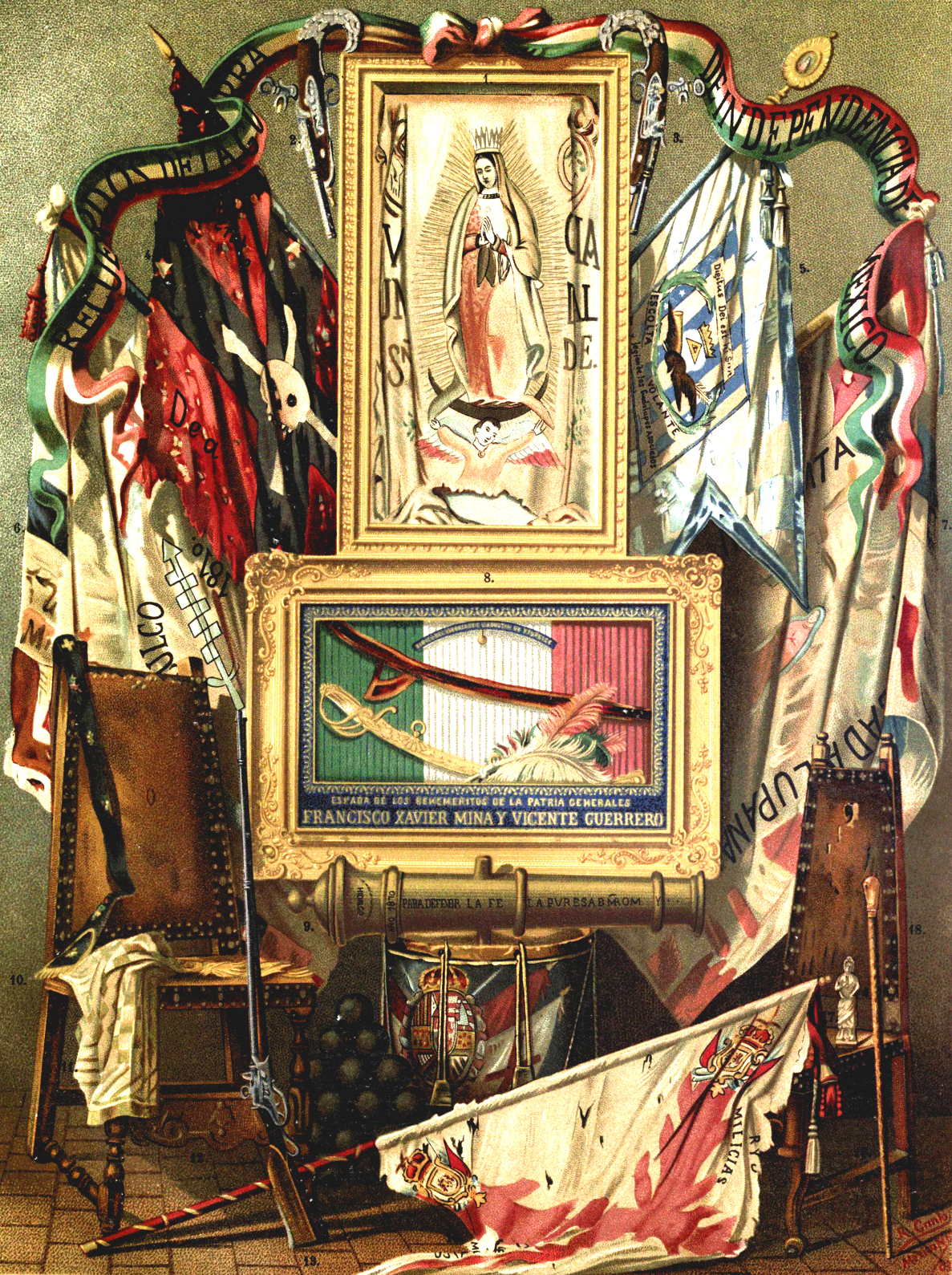
Objetos de la época de la independencia.

El 25 de abril, Antonio López de Santa Anna proclamó la independencia en Alvarado, permitiendo al capitán realista Juan Bautista Topete y Viaña retirarse con algunos de sus hombres hacia Veracruz. El 15 de mayo, Francisco Hevia comenzó el asalto a Córdoba; al día siguiente de iniciado el combate murió en acción, sucediéndolo en el mando el teniente coronel Blas del Castillo y Luna, quien pudo penetrar a la ciudad pero fue repelido. El 18 de mayo, Santa Anna con una fuerza de quinientos cincuenta hombres llegó al emplazamiento para auxiliar a los sitiados, y dos días después, los sitiadores huyeron a Orizaba para unirse con el coronel realista Samaniego, quien al evaluar la situación decidió replegarse a Puebla. Días más tarde, Santa Anna y Joaquín Leña atacaron por sorpresa la ciudad de Xalapa; después de seis horas de combate, el capitán Juan Horbegoso pidió la capitulación. El 20 de abril, tras haber estado escondido, Guadalupe Victoria se unió al movimiento trigarante publicando una proclama; las guerrillas de la costa se volvieron a levantar en armas, de tal suerte que el fuerte de La Antigua fue abandonado por los realistas. El Puente del Rey fue tomado por los independentistas, y los indígenas de Coxquihui tomaron las armas en la región Huasteca en contra el ejército de Carlos María Llorente. Para finales de mayo toda la provincia de Veracruz, exceptuando la capital, se había pronunciado a favor de la independencia.
El 1 de mayo, Iturbide se encontraba en León, desde ahí envió una misiva a José de la Cruz para negociar su adhesión al movimiento independentista. El 8 de mayo, en las cercanías de Yurécuaro se entrevistaron ambos personajes, convinieron un armisticio provisional e Iturbide pidió a De la Cruz convencer a Apodaca para aceptar el Plan de Iguala. Terminada la reunión el jefe máximo del Trigarante se dirigió a Huaniqueo y De la Cruz regresó a Guadalajara. Conforme a lo convenido envió a un mensajero a la capital, pero Apodaca rechazó enérgicamente la propuesta. La localidad de Huaniqueo era defendida por mil seiscientos realistas bajo el mando del coronel Luis Quintanar, quien inicialmente se negó a rendirse, sin embargo una numerosa fuerza trigarante que crecía día a día se fue instalando tanto en los alrededores de Huaniqueo como de Valladolid. Aunado a esta situación parte de la tropa realista desertó para unirse a los trigarantes. El 19 de mayo ambas ciudades fueron capituladas por Luis Quintanar y Manuel Rodríguez de Cela, la rendición fue pacífica, sin dispararse un solo tiro. En contraste, el doctor José Antonio Magos que había proclamado el Plan de Iguala en Ixmiquilpan sufrió una derrota el 23 de mayo infligida por el coronel realista José María Novoa; y cerca de Tetecala, los regimientos del capitán Dionisio Boneta y del comandante Cristóbal Húber derrotaron a las fuerzas de Pedro Ascencio el 3 de junio, durante el combate el ex insurgente murió, su cabeza fue enviada a Cuernavaca en donde fue exhibida en público por órdenes de Gabriel de Armijo.
La derrota de Ascencio fue recibida con beneplácito por Apodaca, pero la rendición de Valladolid lo consternó. Desesperado, publicó un bando por el cual canceló la libertad de imprenta y llamó al alistamiento forzoso de varones entre dieciséis y cincuenta años de edad. Pero ninguna de estas medidas impidió que parte de la tropa de la capital desertara y huyera para reunirse con los trigarantes. Entusiasmado por la noticia de la toma de Valladolid, Pedro Celestino Negrete proclamó la independencia el 13 de junio en San Pedro Tlaquepaque; de inmediato se le unió el capitán Eduardo Laris que ocupaba el cuartel del Hospicio, a quien respaldó con una tropa de trigarantes el coronel José Antonio Andrade. Laris fue designado para tomar el puerto de San Blas, el cual capitularía el 25 de julio. Al verse sin protección, José de la Cruz huyó de Guadalajara para reunirse con la división de Hermenegildo Revuelta, ambos se dirigieron a Zacatecas. Tras una breve escala, continuó su marcha hacia Durango lugar en el que fue bien recibido por el obispo Juan Francisco Castañiza el 4 de julio; durante la marcha del contingente realista, en Saín Alto, parte de la tropa arengada por el cabo de batallón José María Borrego defeccionó y regresó a Zacatecas, proclamando el Plan de Iguala el mismo día. El 6 de julio, Negrete realizó la misma acción en Aguascalientes, cuya población lo vitoreó.
La plaza de San Juan del Río, resguardada por mil cien realistas bajo el mando del coronel José María Novoa, comenzó a ser rodeada por los trigarantes; desde Toluca un batallón dirigido por el teniente coronel Almela llegó al lugar en su ayuda, pero las fuerzas dirigidas por Anastasio Bustamante, Juan Domínguez Manso y Luis Quintanar —quien se había unido al movimiento independentista— amedrentaron por su número a las tropas realistas las cuales desertaron en forma masiva. El 7 de junio, Novoa negoció la capitulación y con solo cuatrocientos fieles se retiró a la capital. En una situación similar, pero con seiscientos cincuenta hombres, se encontraba el brigadier Luaces en Querétaro. Desde San Luis Potosí partió un contingente de ochocientos realistas bajo los mandos de los coroneles Bracho y Pedro Pérez de San Julián con la finalidad de ayudarlo. Nuevamente esta marcha fue rodeada por las tropas de los trigarantes de José Antonio de Echávarri, Gaspar López, Zenón Fernández, Juan José Codallos, Luis Cortázar y Anastasio Bustamante; sin mayor alternativa, Bracho y Pérez de San Julián se rindieron a discreción el 22 de junio en San Luis de la Paz. Poco después, el brigadier realista Torres Valdivia abandonó la ciudad de San Luis Potosí, la cual fue tomada por los coroneles Zenón Fernández y Gaspar López. El 27 de junio el Ejército Trigarante, que rodeaba la ciudad de Querétaro, estaba conformado por diez mil hombres. Sin mayores esperanzas de apoyo militar, el brigadier Luaces capituló la plaza de forma pacífica. Por otra parte, el 18 de junio la ciudad de Toluca fue defendida por el coronel Ángel Díaz del Castillo, pero fue derrotado por las fuerzas de Vicente Filisola, Felipe Martínez y del padre José Manuel Izquierdo; en la batalla murieron trescientos realistas y los sobrevivientes se replegaron a la capital.
Desde finales de mayo la Fortaleza de San Carlos de Perote fue sitiada por la undécima división del Trigarante, dirigida por Antonio López de Santa Anna y defendida por el realista Agustín de la Viña. El 11 de junio, el coronel Saturnino Samaniego rompió el sitio, obligando a los trigarantes a retroceder a Xalapa. Santa Anna planeó tomar el puerto de Veracruz; a principios de julio, logró capturar el baluarte de Santa Bárbara, el baluarte de La Merced y el baluarte de Santa Lucía. Pero fracasó en su intento simultáneo de asaltar el baluarte de Santiago, la Escuela Práctia de Artillería, y el cuartel de Fijo que estaba defendido por el teniente coronel José Rincón. Una mala coordinación de sus hombres, aunada a un fuerte aguacero que mojó la pólvora, dio el triunfo al brigadier José García Dávila. Las bajas de los trigarantes ascendieron a casi cien hombres. Al ver frustrados sus planes, Santa Anna se dirigió a Córdoba y Orizaba, desde donde ordenó una expedición a Puente del Rey con el objetivo de cortar las comunicaciones al puerto para evitar un posible avance de los realistas hacia Xalapa.
Poco después, Apodaca fue relevado como virrey forzosamente y reemplazado extraoficialmente por Francisco Novella en calidad de Virrey, sin embargo su autoridad no era legítima y conferida por España. Por tanto, las cortes españolas enviaron a Juan O'Donojú, en calidad de Jefe Político Supremo (ya no como Virrey) quien sería el último representante de la Corona. Iturbide se entrevistó con él en Córdoba, el 24 de agosto, y le hizo ver que la causa realista ya estaba perdida y que tenían pocos (menos de la décima parte del ejército) de su lado. O'Donojú comprendió y se suscribieron los Tratados de Córdoba, que dieron fin a la Guerra de Independencia y que reconocían la soberanía de México. El Ejército Trigarante, a partir de su creación el 24 de febrero de 1821, siguió combatiendo contra las tropas realistas (españolas) que se rehusaban a aceptar la Independencia de México. Estas batallas continuaron hasta agosto de 1821 cuando Iturbide junto con Juan O'Donojú firmaron los Tratados de Córdoba.
Finalmente, el 27 de septiembre de 1821, el Ejército Trigarante entró a la Ciudad de México en diferentes rumbos, formando una columna al frente de la cual iba su líder, Agustín de Iturbide, ataviado de civil. La entrada del Ejército Trigarante fue motivo de una gran celebración en la capital, con la gente luciendo el verde, blanco y rojo que Iturbide designó como los colores nacionales, y que incluyó desfile, Te Deum en la Catedral, diversos discursos, banquetes y la entrega de la llave de la ciudad a Agustín de Iturbide. El 27 de septiembre de 1821 fue descrito como el día más feliz en la historia nacional por Lucas Alamán.
Las tropas del ejército que desfilaron, estuvieron conformadas por 16,000 hombres, de los cuales, 7,282 eran de infantería, 7,955 eran de caballería y 763 de artillería con 70 cañones de diferentes calibres. Entre los oficiales se encontraban Domingo Estanislao de Luaces, Pedro Celestino Negrete, Epitacio Sánchez, José Morán, Vicente Guerrero, Nicolás Bravo, Anastasio Bustamante, José Joaquín Parrés, José Antonio de Echávarri, José Joaquín de Herrera, Luis Quintanar, Miguel Barragán, Vicente Filisola, José Antonio Andrade, Felipe de la Garza, Manuel Ruiz de la Peña Iruela, Antonio López de Santa Anna, Gaspar López, Mariano Laris y Juan José Zenón Fernández:
| Sección Infantería | Regimiento                     | Hombres | Sección de Caballería | Regimiento                          | Hombres |
| ------------------ | ------------------------------ | ------- | --------------------- | ----------------------------------- | ------- |
| Primera            | Regimiento de la Corona        | 453     | Primera               | Escolta de Iturbide                 | 300     |
| Primera            | Regimiento de Celaya           | 490     | Segunda               | Dragones de México                  | 305     |
| Primera            | Granaderos Imperiales          | 258     | Segunda               | Caballería de Echávarri             | 186     |
| Segunda            | Tres Villas                    | 368     | Segunda               | Dragones de Santander               | 190     |
| Segunda            | Guadalajara                    | 134     | Tercera               | Fieles de Potosí                    | 300     |
| Segunda            | Santo Domingo                  | 162     | Tercera               | Dragones del Rey                    | 159     |
| Tercera            | Cazadores de San Luis          | 47      | Tercera               | Sierra Gorda                        | 155     |
| Tercera            | Regimiento de Fernando VII     | 382     | Cuarta                | San Carlos                          | 310     |
| Tercera            | Ligero del Imperio             | 153     | Cuarta                | Provinciales de México              | 80      |
| Cuarta             | Ligero de Querétaro            | 318     | Quinta                | Dragones de Valladolid              | 448     |
| Cuarta             | Segundo de Libertad            | 195     | Quinta                | Moncada                             | 240     |
| Quinta             | Batallón de San Fernando       | 239     | Sexta                 | Regimiento de Toluca                | 250     |
| Quinta             | Ligero de Morelos              | 129     | Sexta                 | Caballería padre Izquierdo          | 300     |
| Quinta             | Segundo de la Unión            | 176     | Séptima               | Regimiento de Querétaro             | 283     |
| Quinta             | Primero de la Libertad         | 485     | Séptima               | Regimiento del Príncipe             | 241     |
| Sexta              | Fijo de Puebla                 | 265     | Octava                | Dragones de Puebla                  | 119     |
| Sexta              | Cazadores de la Patria         | 62      | Octava                | Dragones de Tulancingo              | 324     |
| Sexta              | Comercio de Puebla             | 157     | Octava                | Apan                                | 132     |
| Sexta              | Tlaxcala                       | 54      | Novena                | Dragones de la Libertad             | 400     |
| Séptima            | Batallón de la Lealtad         | 205     | Décima                | Dragones de Atlixco                 | 83      |
| Séptima            | Guanajuato                     | 91      | Décima                | Dragones de la Unión                | 389     |
| Séptima            | Zacualtipán                    | 94      | Décima                | Voluntarios del Valle               | 130     |
| Octava             | Comercio de México             | 339     | Décima                | Voluntarios nacionales              | 247     |
| Octava             | Batallón 1° Americano          | 359     | Undécima              | Dragones de América                 | 150     |
| Novena             | Regimiento Fijo de México      | 516     | Undécima              | Dragones de Guanajuato              | 263     |
| Décima             | Constancia                     | 100     | Undécima              | Dragones de la Sierra               | 37      |
| Décima             | Valladolid                     | 95      | Duodécima             | Dragones de San Miguel              | 126     |
| Décima             | Batallón del Potosí            | 200     | Duodécima             | Chilpancingo                        | 124     |
| Undécima           | Primero de la Unión            | 220     | Duodécima             | Del Sur                             | 92      |
| Undécima           | Segundo de México              | 270     | Décima tercera        | Dragones de los Campeones           | 166     |
| Duodécima          | Infantería del padre Izquierdo | 500     | Décima tercera        | Santa Rita                          | 130     |
|                    | subtotal infantería            | 7,282   | Décima tercera        | Compañías del Sur                   | 60      |
| Artillería         | 68 pzas. varios calibres       | 763     | Décima tercera        | Escolta del general Guerrero        | 146     |
|                    |                                |         | Décima cuarta         | Flanqueadores                       | 87      |
|                    |                                |         | Décima cuarta         | Montealto, Tehuacán y Temascaltepec | 189     |
|                    |                                |         | Décima quinta         | Dragones                            |         |

## El fin del ejército
Tras el triunfo de la revolución de Independencia y la entronización de Iturbide como emperador de México apoyado por el Ejército Trigarante, esta fuerza armada se convirtió en la base para el Ejército Imperial Mexicano, que posteriormente sería el Ejército Nacional Mexicano y como tal cumplió su misión fundamental de defender y sostener la soberanía de la nueva nación.

## La bandera

Bandera Trigarante

Este ejército, al ser el resultado de la unión de todas las fuerzas armadas mexicanas, necesitaba una bandera que expresara este hecho.
El caso había sido previsto, y así, el día señalado para la promulgación del plan, José Magdaleno Ocampo, sastre encargado de confeccionarla, entregó a Iturbide la bandera tricolor, cuyos elementos esenciales permanecen en la actual.
La bandera durante el plan de Iguala estaba dividida por tres barras diagonales y no verticales, y en el centro de cada banda había una estrella dorada de ocho puntas. Estas tres estrellas estaban colocadas diagonalmente, pero en sentido inverso al de las barras. Era, pues, aquella, una bandera que significaba unión y armonía. La primera franja, empezando por la parte superior, era blanca y simbolizaba la pureza de la religión católica, principio activo de unidad nacional; la segunda era verde y simbolizaba el ideal de independencia política de México, no solo con relación a España, sino también de toda otra nación; la tercera era roja y representaba el ideal de la unión entre los indígenas, mestizos, criollos, españoles peninsulares y todo aquel que naciera o viviera en México, sin distinción de casta o raza. Las estrellas representaban las tres garantías y la voluntad de cumplirlas.